# Shannon Leto
Shannon Carl Leto (Bossier City, Luisiana, 9 de marzo de 1970) es un músico y actor estadounidense, conocido por ser miembro, junto a su hermano Jared Leto, del grupo de rock alternativo 30 Seconds to Mars.

## Biografía
Shannon Leto nació en Bossier City, Luisiana.  Es hijo de Carl y Constance Leto, y hermano mayor de Jared Leto. Es el baterista de la banda 30 Seconds To Mars, liderada por su hermano Jared. Su acercamiento con los tambores es desde los 8 años, cuando por iniciativa plena de una familia conectada con las artes inicia un estudio empírico de la percusión. Aunque a Jared Leto no le gusta promover el nombre de la banda con su título de actor, y tampoco Shannon con su título de fotógrafo profesional y además de escritor, se les conoce más como los creadores de la gran familia Echelon.

## Música
Practica entre seis y siete horas al día. En una entrevista con la revista Modern Drummer en febrero de 2006 declaró: "Ensayar mucho me ha ayudado a mejorar mi resistencia y a tocar de forma más precisa". 
Bob Ezrin, productor del álbum de debut de la banda, decía sobre Leto: "Es uno de los bateristas más creativos con los que he trabajado. Él no está satisfecho con sólo añadir una nota, su parte se integra en la orquestación del disco. Es también un gran baterista muy divertido de ver, con una presencia y nivel de energía que se resalta ". (Modern Drummer Vol. 30, no 2). A Shannon se le conoce más con el apodo que se ganó por la forma de tocar los tambores (batería):the "Shannimal" y Señor perfeccionista.
Leto describe su banda de música como la grandiosidad de Pink Floyd y la energía de los Sex Pistols. Sus otras influencias musicales son The Cure, los dos primeros álbumes de Metallica, Led Zeppelin, The Who, los inicios de The Police, y Steely Dan. Actuó en algunos episodios de “My So Called Life” con su hermano Jared, y en la película Highway también con su hermano Jared antes de formarse 30 Seconds To Mars en 1998 con la adición del bajista Matt Wachter y posteriormente se sumó su amigo Tomo Miličević a la guitarra. 
Leto toca también la guitarra y el piano. Su interés por siempre es aprender más sobre el arte de la música, él ha dicho, le ha hecho continuamente asumir riesgos y el desafío a sí mismo. 
Asimismo, expresa su interés por escribir, el arte abstracto, rock progresivo, la libre interpretación, y es un fotógrafo profesional. 
Utiliza platos Sabian, baquetas Vater 5A nude, parches Remo, Sonor Drums, y Hardware DW. 
Leto desempeñó un pequeño papel en Highway en el que protagonizó su hermano.